# Abdurrahman Temel
Abdurrahman Temel (* 9. Oktober 1950 in Eskişehir; † zweite Hälfte der 1970er Jahre) war ein türkischer Fußballspieler. Er spielte seine gesamt Karriere für seinen Heimatverein Eskişehirspor und war an allen wichtigen Erfolgen der Vereinshistorie beteiligt. So gehörte er jener als legendär bezeichneten Mannschaft des Vereins an, die als erste anatolische Mannschaft die Hegemonie der drei großen Istanbuler Vereine Beşiktaş, Fenerbahçe und Galatasaray durchbrechen konnte und in den 1960er und 1970er Jahren u. a. dreimal die türkische Vizemeisterschaft und den Türkischen Pokal holen konnte. Temel zu ehren ist in seiner Heimatstadt Eskişehir eine Fußballanlage nach ihm benannt.

## Karriere

### Verein
Temel startete seine Profikarriere in der Saison 1968/69 bei Eskişehirspor, dem Erstligisten seiner Heimatstadt Eskişehir. Der Verein wurde in Eskişehir  gegründet und für die Teilnahme an der 2. Futbol Ligi, der erst vor zwei Jahren neu eingeführten zweithöchsten türkischen Spielklasse, angemeldet. Da dieser Verein die Stadt Eskişehir repräsentieren sollte, wurden alle Talente der örtlichen kleineren Klubs oder jene die aus Eskişehir stammten, zu diesem Verein geholt. Bereits in der ersten Saison erreichte die Mannschaft die  Meisterschaft der 2. Liga und damit den Aufstieg in die 1. Lig. Als Zweitligameister trat die Mannschaft im Sommer 1966 im Premierminister-Pokal gegen Trabzon İdmanocağı an, gewann dieses Spiel 1:0 und holte damit bereits in der ersten Saison der Klubgeschichte seinen zweiten Titel. In diesem Umfeld wurde Temel erst in die Nachwuchsmannschaft und vor der Saison 1968/69 mit anderen jungen Spielern aus der Nachwuchsabteilung als Ergänzungsspieler in den Profikader aufgenommen. Hier gab er in der Ligapartie vom 21. September 1968 gegen Ankara Demirspor sein Profidebüt. Im weiteren Saisonverlauf etablierte sich Temel schnell als Stammspieler behielt diese Stellung bis auf Verletzungsbedingte Ausfälle und Spielsperren seine ganze Eskişehirspor-Zeit über. Die Saison 1968/69 half er dem Verein dabei, mit der türkische Vizemeisterschaft den größten Erfolg der Vereinsgeschichte zu erreichen. Bis zu dieser Saison entschieden die drei großen Istanbuler Vereine Beşiktaş, Fenerbahçe und Galatasaray die türkische Meisterschaft bzw. die Vizemeisterschaft unter sich. Dieser Erfolg war bis dato der größte einer anatolischen Mannschaft im türkischen Fußball. Nach dieser Meisterschaft etablierte sich das Team als feste Größe im türkischen Fußball und erreichte in den nächsten sechs Spielzeiten zwei weitere Male die türkische Vizemeisterschaft, zweimal den 3. Tabellenplatz und zweimal den 4. Tabellenplatz. Zudem wurde in dieser Zeit einmal der Türkischer Pokal (1970/71) geholt, ein weiteres Mal das Türkischer Pokalfinale (1969/70) erreicht und 1970/71 der Präsidenten-Pokal und 1971/72 zum zweiten Mal in der Vereinsgeschichte der Premierminister-Pokal geholt. Temel spielte außer den Spielzeiten 1972/1973 und 1973/1974 durchgängig als Stammspieler und war damit an den größten Erfolgen der Vereinsgeschichte beteiligt.
In der zweiten Hälfte der 1970er Jahre erkrankte Temel und starb an den Folgen dieser Krankheit.

### Nationalmannschaft
Temel Nationalmannschaftskarriere begann im Dezember 1969 mit einem Einsatz für die türkische U-18-Nationalmannschaft. Nach vier weiteren U-18-Einsätzen begann er ab 1970 für die türkische U-21-Nationalmannschaft und spielte dann 1973 ein drittes Mal für die türkische U-21-Auswahl. Bei diesem letzten Einsatz war er deutlich über 21 Jahre alt.
1971 wurde er im Rahmen eines Qualifikationsspiels der Europameisterschaft 1972 gegen die polnische  Nationalmannschaft vom Nationaltrainer Cihat Arman zum ersten Mal und für das Aufgebot der türkischen Nationalmannschaft nominiert und gab in dieser Partie sein A-Länderspieldebüt. Vier Tage später absolvierte er im Testspiel gegen die Schweizer Nationalmannschaft sein letztes A-Länderspiel.
Insgesamt absolvierte Temel ein fünf U-18, drei U-21- und zwei A-Länderspiele für die Türkei.

## Erfolge
Mit Eskişehirspor
- Türkischer Vizemeister: 1968/69, 1969/70, 1971/72
- Tabellendritter der Süper Lig: 1972/73, 1974/75
- Tabellenvierter der Süper Lig: 1970/71, 1973/74
- Türkischer Pokalsieger: 1970/71
- Türkischer Pokalfinalist: 1969/70
- Präsidenten-Pokalsieger: 1970/71
- Premierminister-Pokalsieger: 1971/72